# نشان هنر
نشان هنر یکی از نشان‌های افتخار در ایران است.

## نشان هنر در دوره پهلوی
این نشان در دوره پهلوی، یک نشان ستاره ای شکل با هشت پَر در اطراف و یک شیر و خورشید نشسته در مرکز یک دایره بود. زمینه دایره مرکزی با مینای سبز و آبی رنگ آمیزی شده بود. روبان این نشان نیز به رنگ سبز بود.

## نشان هنر جمهوری اسلامی
این نشان در دوره جمهوری اسلامی ایران به فعالان نیروهای مسلح در امور فرهنگی و هنری تعلق می‌گیرد. از افرادی که این نشان را دریافت کرده‌اند می‌توان به سورنا ستاری فرزند منصور ستاری فرمانده سابق نیروی هوایی ارتش جمهوری اسلامی ایران بابت طراحی هواپیمای آذرخش اشاره کرد.